# Benthoctopus magellanicus
Benthoctopus magellanicus är en bläckfiskart som beskrevs av Robson 1930. Benthoctopus magellanicus ingår i släktet Benthoctopus och familjen Octopodidae. Inga underarter finns listade i Catalogue of Life.